# Schlacht bei Kaiserslautern
1792

Porrentruy – Marquain – Quiévrain – Verdun – Thionville – Valmy – Lille – Mainz (1792) – Jemappes
1793

Aldenhoven I – Namur – Neerwinden – Mainz (1793) – Famars – Valenciennes (1793) – Arlon (1793) – Hondschoote – Meribel – Avesnes-le-Sec – Pirmasens – Toulon – Fontenay-le-Comte – Cholet – Lucon – Trouillas – Dünkirchen – Le Quesnoy – Menin I – Wattignies – Weißenburg I – Biesingen – Kaiserslautern I – Weißenburg II
1794

Boulou – Landrecis – Menin II – Mouscron – Martinique – Guadeloupe – Tourcoing – Tournai – Kaiserslautern II – San-Lorenzo de la Muga – 13. Prairial – Fleurus – Kaiserslautern III – Vosges – Aldenhoven II
1795

Cornwallis’ Rückzug – Genua – Groix – Hyeres – Handschuhsheim – Mainz (1795) – Mannheim – Loano
1796

Montenotte – Millesimo – Dego – Mondovì – Lodi – Borghetto – Castiglione – Mantua – Siegburg – Altenkirchen – Wetzlar – Kircheib – Kehl – Kalteiche – Friedberg  – Malsch – Neresheim – Sulzbach – Deining – Amberg – Würzburg – Neufundland – Rovereto – Bassano – Limburg – Biberach I – Emmendingen – Schliengen – Caldiero – Arcole – Irland
1797

Fall von Kehl – Rivoli (1797) – St. Vincent – Diersheim – Santa Cruz – Neuwied – Camperduin
Die Schlacht von Kaiserslautern, auch Schlacht bei Morlautern genannt, fand zwischen dem 28. und 30. November 1793 während des ersten Koalitionskrieges zwischen den französischen Revolutionstruppen und den Alliierten unter preußischer Führung statt. Die Schlacht endete mit einem preußischen Sieg, der strategisch allerdings ohne größere Folgen blieb.

## Vorgeschichte
Nach den Niederlagen der Franzosen am Rhein 1792 und im Frühjahr 1793 wurde Lazare Hoche zum Oberkommandierenden der französischen Armee am Rhein und der Mosel ernannt. Anfangs blieben die Alliierten,  insbesondere die Österreicher und Preußen, erfolgreich. Mainz wurde am 23. Juli genommen. Die Verbündeten rückten in Richtung französischer Grenze vor. General Dagobert Sigmund von Wurmser hatte die französischen Stellungen der Linien bei Wissembourg am 13. Oktober überwunden und rückte auf Straßburg vor. Unter den Alliierten kamen allerdings Unstimmigkeiten auf. Während Wurmser weiter vorrückte, zog sich der Befehlshaber der preußischen Truppen Karl Wilhelm Ferdinand von Braunschweig-Wolfenbüttel zurück.
Nachdem sich der Herzog von Braunschweig von der Saar zurückgezogen hatte, drangen die französischen Truppen unter General Hoche rasch vor. Der Herzog zog sich in die Gegend von Kaiserslautern zurück, wo sich vorbereitete Verteidigungsstellungen befanden. Ein Teil der alliierten Truppen unter dem Prinzen von Hohenlohe wurde abgesondert und in der Gegend bei Annweiler und Bergzabern postiert, um die Blockade von Landau zu decken. Eine weitere Abteilung bezog ein befestigtes Lager bei Bobenthal, um die Verbindung mit den Truppen von General Wurmser aufrechtzuerhalten. Hoche hatte vom Wohlfahrtsausschuss den Auftrag, den französischen Truppen in Landau Entsatz zu bringen und wollte die preußische Armee unter dem Herzog von Braunschweig in einer entscheidenden Schlacht schlagen. Zunächst machte er den Fehler, die Truppen Hohenlohes für die gegnerische Hauptstreitmacht zu halten, folgte diesen und kehrte um, nachdem er den Irrtum erkannt hatte. Am 27. November gelangte er bei Ramstein an. Der Herzog von Braunschweig hatte inzwischen weitere Einheiten für andere Aufgaben absondern müssen. Die alliierte Hauptarmee bestand aus insgesamt etwa 26.000 Mann. Die Franzosen verfügten über 32.000 Mann. Andere Angaben sprechen von einem Verhältnis von 20.000 zu 40.000 Mann.
Im Norden von Kaiserslautern befanden sich zwei unbedeckte Erhebungen – Kaiserberg und Moorlauterberg genannt. Sie bildeten den Kern des Schlachtfeldes. Dazwischen lag der Moorlauterer Grund. Die Erhebungen wurden im Süden und Westen von Lautertal und an der Nordseite durch den Otterbacher Grund begrenzt. Zum Fluss Lauter hin sind die Abhänge recht steil und im Westen befand sich Wald. Der Fluss Lauter führte wenig Wasser. Die Hauptstellung der Preußen befand sich auf dem Kaiserberg. Die rechte zurückgezogene Flanke deckte General Friedrich Adolf von Kalckreuth auf dem Moorlauterberg. Auf dem Galgenberg befanden sich einige Vorposten.

## Verlauf

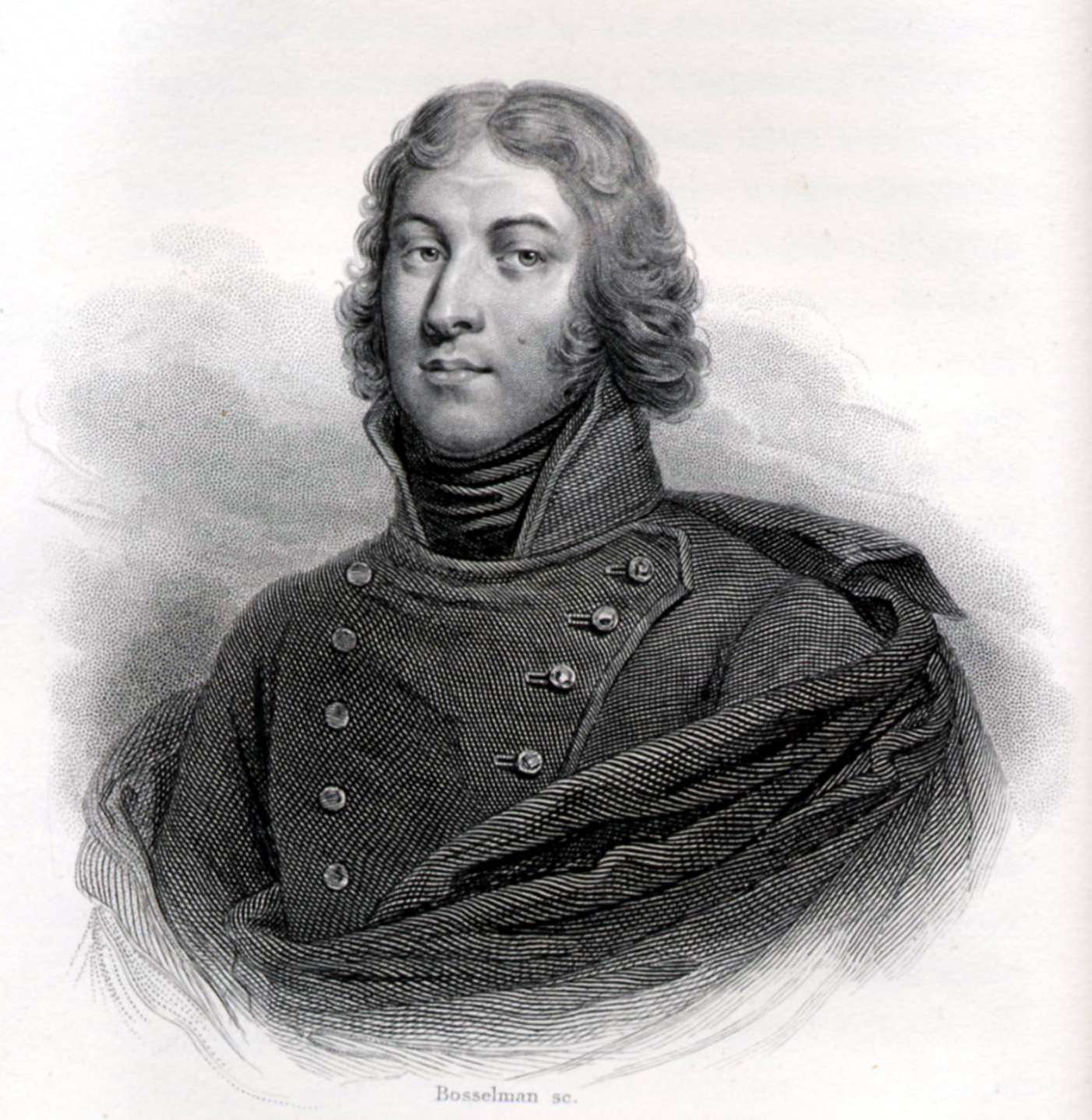
Lazare Hoche

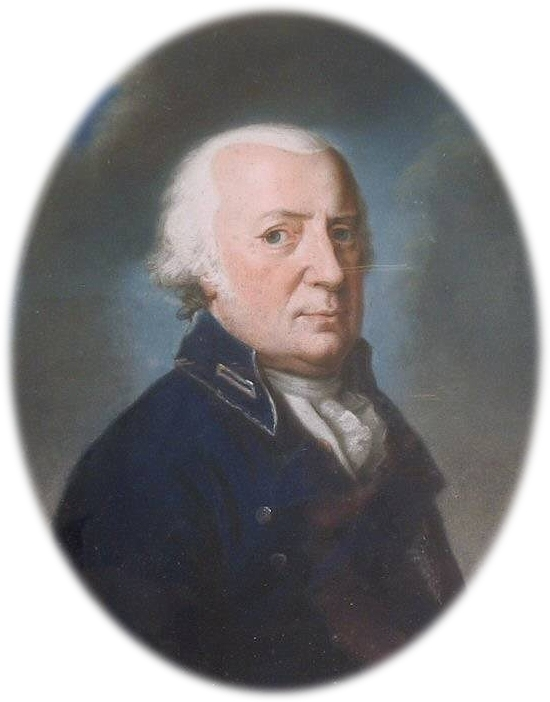
Karl Wilhelm Ferdinand von Braunschweig-Wolfenbüttel

Am 27. ließ General Hoche eine Division auf Kaiserslautern marschieren, um die Aufmerksamkeit der Gegner auf sich zu lenken. Mit der Hauptarmee versuchte er, über Waldwege die preußischen Truppen im Rücken anzugreifen. Die Franzosen vertrieben eine preußische Vorposteneinheit, die sich auf den Galgenberg zurückzog. Daraufhin beschossen die Franzosen die Stellung auf dem Galgenberg. Die Beschießung wurde auch am 28. fortgesetzt. Am 29. rückte die französische Hauptarmee gegen Otterbach vor. Der Versuch von General Kalckreuth, den Otterbacher Grund zu verteidigen, scheiterte, da Hoche einen Tag zuvor schwere Geschütze auf einer Höhe hatte postieren lassen. Die Preußen mussten sich auf den Moorlauterberg zurückziehen.
Der Herzog von Braunschweig erfuhr durch eine Meldung von Kalckreuth, dass sich die Franzosen von hinten näherten. Er verstärkte die Truppen auf dem Moorlauterberg und begab sich selbst dorthin. Hoche ließ aus 29 Geschützen das Feuer eröffnen. Eine Division ging im Lautertal vor, eine Halbbrigade rückte im Erlenbacher Grund vor. Ziel war es, den Gegner an beiden Flanken anzugreifen. Die genannte Division hatte unbemerkt den Moorlauterberg bestiegen und sich am Waldrand formiert und griff den linken Flügel Kalckreuths an. Obwohl der Angriff unerwartet kam, konnten die Alliierten standhalten. Die Halbbrigade griff aus dem Erlenbacher Grund heraus ebenfalls an und wurde von den Preußen zurückgetrieben. Die geflohenen Truppen versuchten vergeblich, sich neu zu sammeln. Ein Karree bei Erlenbach wurde von den Gegnern aufgebrochen. In der Folge zogen sich alle Beteiligten auf ihre früheren Stellungen zurück. Der zwischenzeitlich eingestellte Artilleriebeschuss wurde bis zum Einbruch der Nacht fortgesetzt.
In der Nacht erhielten beide Seiten Verstärkung. Der Herzog von Braunschweig verlegte weitere erhebliche Truppenteile auf den Moorlauterberg. Hoche griff wie am Vortag mit einer Division vor allem den Moorlauterberg an. Die gegnerische Stellung auf dem Kaiserberg wurde lediglich mit Geschützen beschossen. Eine kleinere Truppe ging durch den Erlengrund vor. Letztere wurde besiegt und zurückgetrieben. Gegen Mittag befahl Hoche den Rückzug der gegen den Moorlauterberg vorgegangenen Truppen zum Otterbachgrund. Gedeckt wurde der Rückzug von der Artillerie. Allerdings konnte sie den Angriff durch die Kavallerie der Alliierten nicht ganz verhindern.
Als das Gefecht am Moorlauterberg bereits weitgehend beendet war, griffen zwei französische Divisionen die Stellungen der Alliierten auf dem Galgenberg an. Damit sollte offenbar der französische Rückzug gedeckt werden. Der Herzog von Braunschweig ließ sich davon täuschen und begab sich mit seinen Truppen ebenfalls zum Galgenberg. Die Schlacht dauerte dort noch bis drei Uhr am Nachmittag. Danach zogen sich die Franzosen zurück.

## Folgen

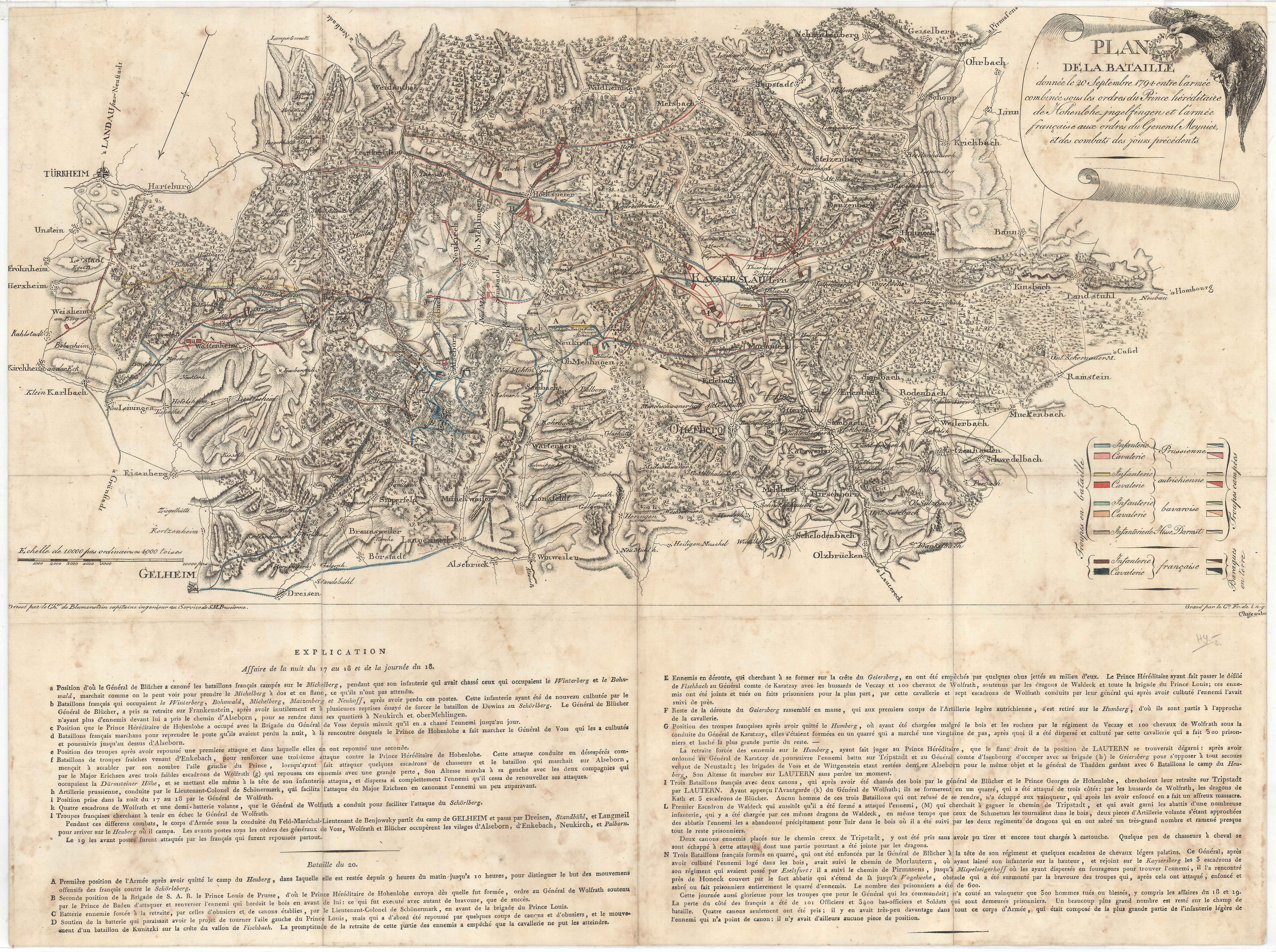
Erneute Schlacht bei Kaiserslautern vom 20. September 1794

Die Schlacht bei Kaiserslautern war ein klarer Sieg der Alliierten, hatte aber keine unmittelbaren Folgen, da die Alliierten auf eine Verfolgung des Gegners verzichteten und die Armee von Hoche intakt blieb. In der Folge wurde der österreichische General Wurmser geschlagen, und die Alliierten mussten zurückweichen. Hoche konnte erneut vorrücken und befand sich am 3. Dezember bei Biesingen (Blieskastel). 1794 fanden erneut Gefechte bei Kaiserslautern statt.
In Morlautern erinnert seit dem Ende des 19. Jahrhunderts der „Schlachtenturm“ an die Ereignisse.